# Arnošt Vilém Malovec z Chýnova
Arnošt Vilém svobodný pán Malovec z Chýnova († 17. listopadu 1770 Praha) byl český šlechtic z rodu Malovců. Od mládí zastával nižší úřady v zemské správě Českého království, nakonec byl dlouholetým zemským podkomořím (1751–1764). Vlastnil statky v jižních Čechách, ale trvale žil v Praze, kde také zemřel. S několika příbuznými byl v roce 1760 povýšen do stavu svobodných pánů. 

## Životopis

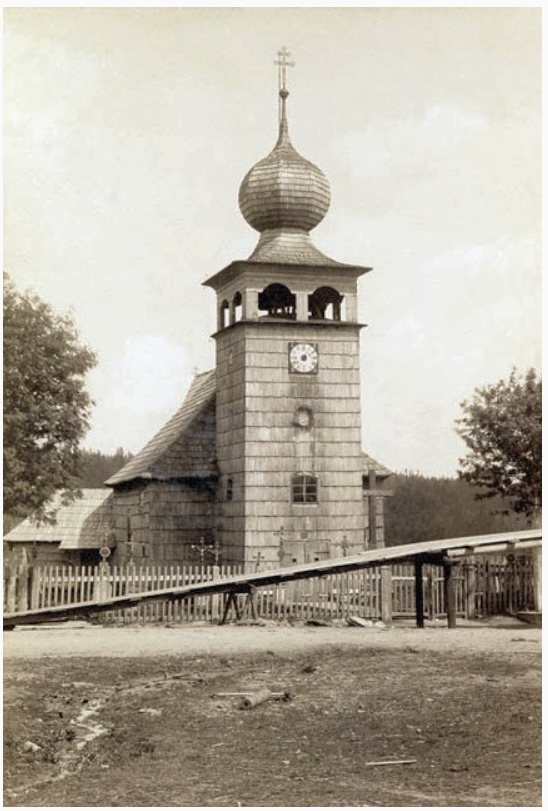
Kostel sv. Štěpána (Kvilda) financovaný Arnoštem Vilémem Malovcem

Pocházel ze starého českého rodu Malovců z Malovic, patřil k tzv. vimperské větvi Malovců z Chýnova. Narodil se jako nejmladší syn do početné rodiny Viléma Arnošta Malovce (1664–1720) a jeho manželky Marie Terezie, rozené Račínové z Račína (1670–1742). Od mládí působil ve státních službách, v roce 1731 byl jmenován radou apelačního soudu a od roku 1735 byl přísedícím zemského výboru. Za války o rakouské dědictví převzal po francouzsko-bavorské okupaci úřad malostranského hejtmana (1743–1751). V letech 1751–1764 zastával funkci podkomořího Českého království, v souvislosti s reorganizací státní správy byl také radou královské reprezentace. Spolu s bratrem Ferdinandem Ignácem (1695–1760) byl v roce 1760 povýšen do stavu svobodných pánů.
Po otci byl majitelem panství Zdíkov, k němuž patřila velká část Šumavy. Ve Zdíkově byla rodovým sídlem tvrz přestavěná až v 19. století na zámek. Součástí zdíkovského panství byla mimo jiné Kvilda, kde byl na náklady Arnošta Viléma Malovce postaven dřevěný kostel sv. Štěpána. Spolu s bratrem Ferdinandem Ignácem vlastnil také panství Skalice-Bohumilice se zámkem. Po bratrově úmrtí v rámci majetkového vyrovnání se synovcem Maxmiliánem převzal v roce 1760 také statek Vysoký hrádek.
S manželkou Františkou ze Satzu měl syna Václava Arnošta (1753–1814), který zdědil Zdíkov a v roce 1790 po bratranci Maxmiliánovi i Zdíkov s Vysokým hrádkem.